# Коламбіана (округ, Огайо)
Шаблон:StateAbbr_ 40°46′ пн. ш. 80°47′ зх. д. / 40.77° пн. ш. 80.78° зх. д.
Округ  Колумбіана (англ. Columbiana County) — округ (графство) у штаті  Огайо, США. Ідентифікатор округу 39029.

## Історія
Округ утворений 1803 року.

## Демографія
За даними перепису 
2000 року 
загальне населення округу становило 112075 осіб, зокрема міського населення було 63946, а сільського — 48129.
Серед мешканців округу чоловіків було 55702, а жінок — 56373. В окрузі було 42973 домогосподарства, 30688 родин, які мешкали в 46083 будинках.
Середній розмір родини становив 3.
Віковий розподіл населення поданий у таблиці:
| Стать    | До 15 років | 15-21 | 22-29 | 30-39 | 40-49 | 50-65 | 65-85 | Понад 85 |
| -------- | ----------- | ----- | ----- | ----- | ----- | ----- | ----- | -------- |
| Чоловіки | 11466       | 5306  | 5510  | 8233  | 9255  | 9010  | 6386  | 536      |
| Жінки    | 10861       | 4853  | 4897  | 7644  | 8958  | 9239  | 8702  | 1219     |

## Суміжні округи
- Магонінґ — північ
- Лоуренс, Пенсільванія — північний схід
- Бівер, Пенсільванія — схід
- Генкок, Західна Вірджинія — південний схід
- Джефферсон — південь
- Керролл — південний захід
- Старк — захід

## Виноски
1. ↑  U.S. Decennial Census. United States Census Bureau. Архів оригіналу за 26 квітня 2015. Процитовано 7 лютого 2015.
2. ↑  Historical Census Browser. University of Virginia Library. Архів оригіналу за 26 грудня 2013. Процитовано 7 лютого 2015.
3. ↑  Forstall, Richard L., ред. (27 березня 1995). Population of Counties by Decennial Census: 1900 to 1990. United States Census Bureau. Архів оригіналу за 14 лютого 2015. Процитовано 7 лютого 2015.
4. ↑  Census 2000 PHC-T-4. Ranking Tables for Counties: 1990 and 2000 (PDF). United States Census Bureau. 2 квітня 2001. Архів оригіналу (PDF) за 18 грудня 2014. Процитовано 7 лютого 2015.
5. ↑  State & County QuickFacts. United States Census Bureau. Архів оригіналу за 8 липня 2011. Процитовано 7 лютого 2015.(англ.) Наведено за англійською вікіпедією.
6. ↑  American FactFinder. Бюро перепису населення США. Архів оригіналу за 29 липня 2011. Процитовано 31 січня 2008.

| США | Це незавершена стаття з географії США. Ви можете допомогти проєкту, виправивши або дописавши її. |